# Genusschwankung
Als Genusschwankung wird in der Sprachwissenschaft das Phänomen bezeichnet, dass in Sprachen mit einer solchen Unterscheidung das Genus eines Substantivs innerhalb einer Sprache variiert. Dabei gibt es verschiedene Varianten:
- Die Genusschwankung ist dialektal motiviert, d. h. in an verschiedenen Orten gesprochenen Varietäten der Sprache hat dasselbe Substantiv verschiedene Genera. Ein bekanntes Beispiel im Deutschen ist standardsprachliches die Butter, wohingegen in Süddeutschland auch der Butter möglich ist.
- Die Genusschwankung kann nicht durch dialektale Variation erklärt werden, zum Beispiel im Fall von der Kaugummi vs. das Kaugummi. Möglicherweise spielen dann soziolinguistische Faktoren eine Rolle.